# 悲恋駒止桜

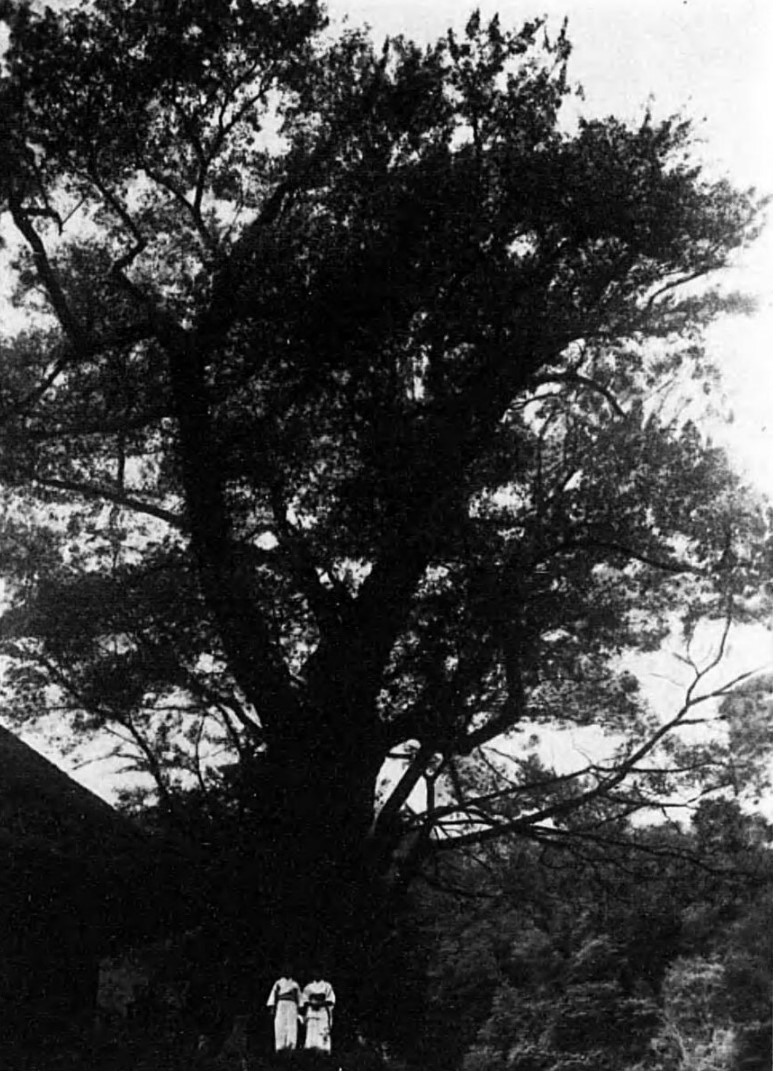
悲恋駒止桜

悲恋駒止桜（ひれんこまどめざくら）は、徳島県美馬郡一宇村（現在の徳島県美馬郡つるぎ町）に生育していたエドヒガンの巨木である。その名称は、屋島の戦いの後に平家の落人を追ってきた源氏方の武将と地元の娘との悲恋伝説に由来する。1941年（昭和16年）の調査で「世界最大のエドヒガン」と評価され、1944年（昭和19年）に国の天然紀念物となった。しかし、翌年の台風で倒伏したため、1948年（昭和23年）に指定を解除された。世の中桜（よのなかざくら）、見返りの桜（みかえりのさくら）などとも呼ばれる。

## 由来
一宇村は剣山の北麓に位置し、剣山山系の高峰に囲まれた山村である。この地域は赤羽根大師のエノキ（国の天然記念物）をはじめ、白山神社のモミ、桑平のトチノキ、奥大野のアカマツ（いずれも徳島県の天然記念物）のような巨樹や巨木が多く生育することで知られる。そして平家の落人伝説が多く残る地域でもある。
悲恋駒止桜と呼ばれたこの木の名称も、平家の落人にかかわる伝説に由来する。伝説の主人公は、源氏方の武将土肥遠平と地元の娘オシノ（お篠）である。
1185年（元暦2年）、屋島の戦いが源氏の勝利に終わった後のできごとという。源氏方の大将土肥実平は長子遠平とともに平家の落人を追って貞光川の谷沿いに深く分け入り、剣山北麓の山村（一宇村）にたどり着いた。この地で遠平は戦傷がもととなって病を発し、1人残って療養することになった。遠平の看護にあたったのは、地元の娘オシノであった。若い2人は相思の仲となったが、病の癒えた遠平はオシノをこの地に残して旅立たざるを得なくなった。2人は折から満開を迎えていたこのサクラの下で別れを惜しみ、旅立つ遠平は馬を何度も止めて振り返った。その後春を迎えてサクラが満開になるたびに、木の下にたたずむオシノの姿が毎年のように見られた。後世の人は2人を哀れみ、この地に阿弥陀堂を建立してその霊を祀った。そしてこのサクラは「悲恋駒止桜」と呼ばれるようになった。
悲恋駒止桜は堂平の阿弥陀堂の西北に生育するエドヒガンの巨木で、毎年陰暦2月に淡紅色単弁の花を咲かせていた。地元の人は世の中桜、見返りの桜などとも呼び、その花の咲き具合によって毎年の豊凶を占っていた。
1941年（昭和16年）の中井猛之進による調査では、推定の樹齢は450年から500年で根元周囲は13.63メートル、目通り幹囲は8.98メートル、樹高は15メートルであった。枝張りは東に7.5メートル、西へ8.65メートルあり、南北にはそれぞれ11.2メートル、11.8メートルを測った。地上約3メートルのあたりで南西南の方向に周囲約3メートルの大枝が分岐し、その他に幾本もの枝を伸長させていた。主幹は全くの空洞状態になっていたものの、その内部には様々な太さの根が数多く伸びて空洞や主幹を補強する様相を見せ、樹勢は旺盛であった。
中井は「エドヒガンとしては稀代の巨樹」と認めながらも1185年（元暦2年）のころから大木であったなら少なくとも樹齢は800年以上のはずであり、悲恋駒止桜はそこまでの古木とは認めがたいとした。その上で中井は「エドヒガンとしては稀代の巨樹老木にして（中略）エドヒガンの三大樹山形県伊佐沢の久保ザクラ（根廻7.7メートル目通8.1メートル）、福島県玉ノ井村の馬場桜（根廻11.1メートル、目通7.45メートル）、長野県芋井村の素櫻神社の神代桜（根廻8.8メートル、目通9.8メートル）を凌駕するもの故世界最大のエドヒガンと呼ぶべし」と評価した。
悲恋駒止桜は1944年（昭和19年）6月26日に「史蹟名勝天然紀念物保存法」（当時）により国の天然紀念物となった。しかし翌1945年（昭和20年）8月20日、台風の被害を受けて倒伏したため、1948年（昭和23年）1月14日に指定を解除された。
1995年（平成7年）、一宇村の明谷小学校で校長を務めていた木下覚はこのサクラを何とか復元したいと考えた。そして木下は、岐阜県根尾村の淡墨桜の実生苗を現地まで赴いて持ち帰った。しかし、このサクラの旧地やその周辺には植栽の適地が見つからなかった。そこで木下は地域の有志たちと話し合い、1997年（平成9年）3月に明谷小学校の休校記念として小島峠に植栽した。もう1本あった実生苗は西福寺の庭園に植栽された。その後小島峠のサクラは樹齢9年目に初めて淡墨色の花を咲かせたという。

## 交通アクセス
所在地
- 徳島県美馬郡つるぎ町一宇久藪[3]

交通
- 四国旅客鉄道（JR四国）徳島線貞光駅から6里（約23.4キロメートル）[2]。